# 卡尔莫修道院

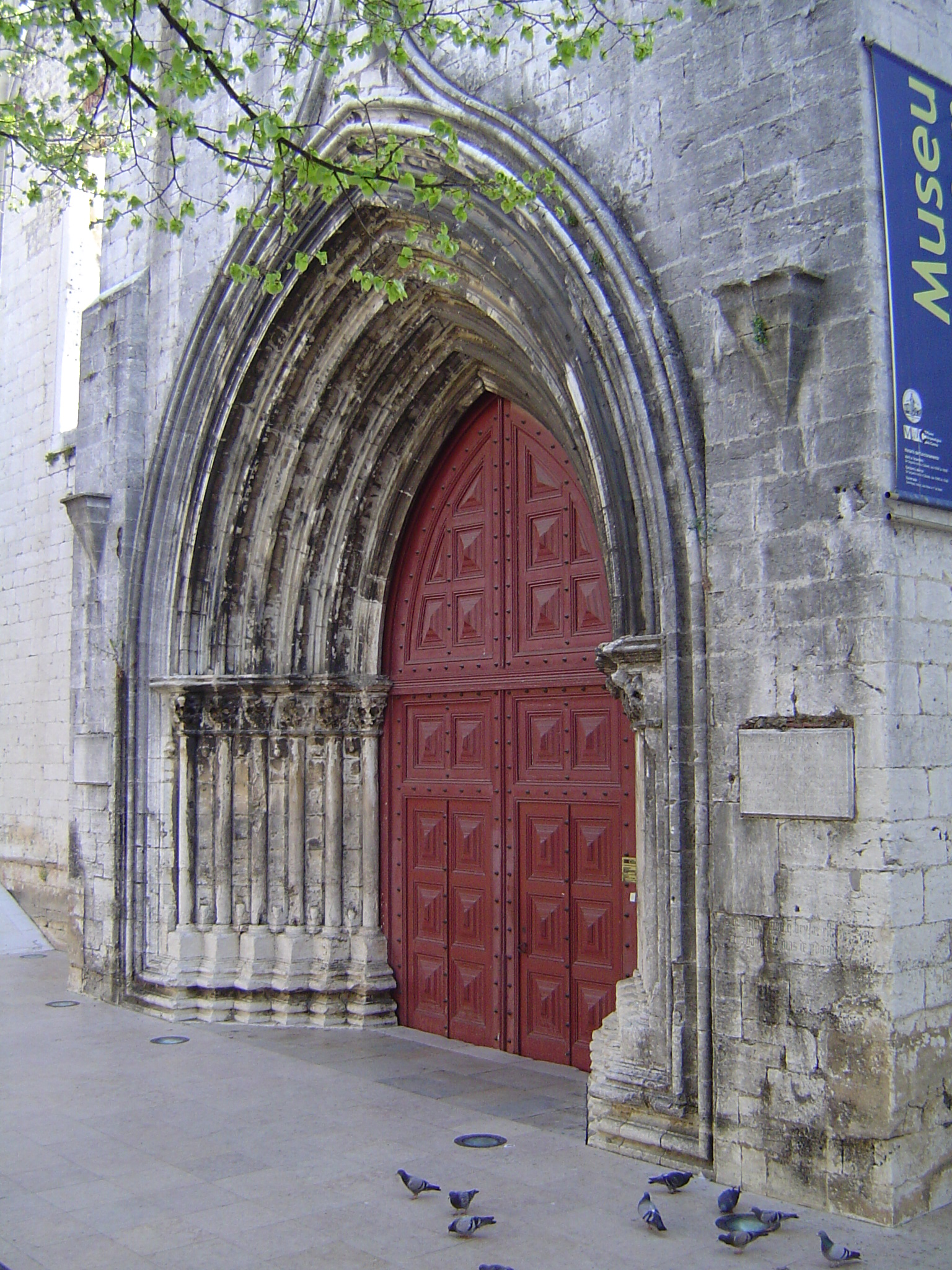

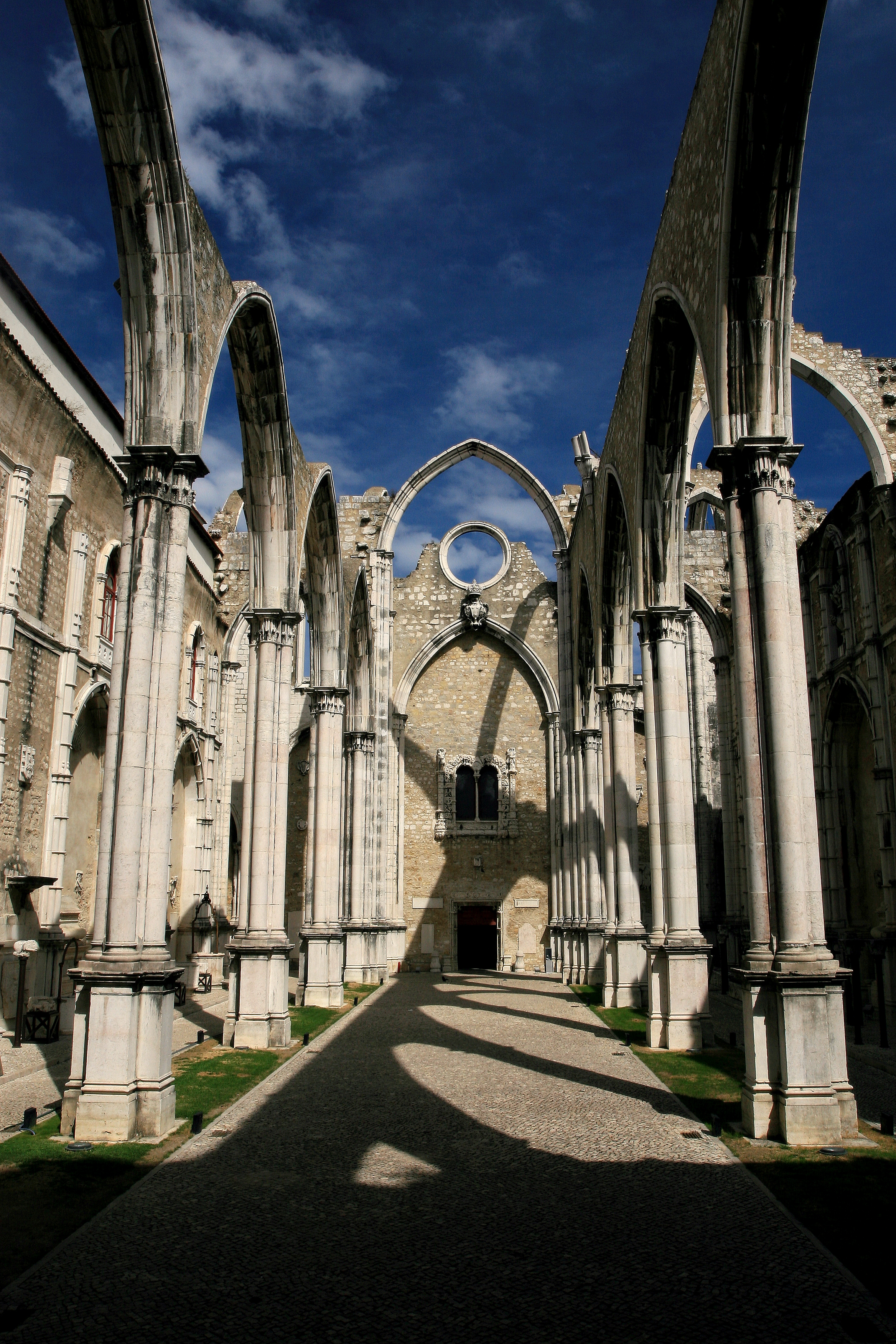

卡尔莫修道院（葡萄牙語：Convento da Ordem do Carmo）是葡萄牙里斯本的一座历史建筑。其中世纪建筑在1755年里斯本大地震中成为废墟，其哥特式教堂的废墟为该市仍可看到的大地震的主要痕迹。
卡尔莫修道院位于希亚多区，在一座俯瞰罗西乌广场的小山上，面向圣若热城堡山。它坐落在安静的卡尔莫广场，非常接近圣胡斯塔升降机。
如今毁坏的卡尔莫教堂被用作卡尔莫考古博物馆（Museu Arqueológico do Carmo）。

## 历史
卡尔莫修道院由国王若昂一世的将军佩雷拉建立于1389年，1392年起属于加尔默罗会。将军在决定性的阿勒祖巴洛特战役（1385年）中指挥葡萄牙军队战胜卡斯蒂利亚军队，保证了葡萄牙的独立。1423年，将军本人亦在修院出家修道。 
1755年11月1日，1755年里斯本大地震摧毁了大部分修院。5000册图书全部丢失。修道院改造成为军事区。教堂没有重建，于1864年捐赠给葡萄牙的考古学会，变成一个博物馆。
在20世纪，康乃馨革命期间，卡尔莫总部是馬爾塞洛·達斯內維斯·阿爾維斯·卡丹奴和忠于他的军队的最后堡垒。老卡尔莫修道院建筑现在由市政卫队使用。